# Whidbey Island-klass
Whidbey Island-klass är en fartygsklass av landstigningsfartyg i USA:s flotta.
Fartygen är byggda för att transportera och möjliggöra landstigning av marinsoldater. På fartygens welldäck finns plats för 4 stycken svävare (Landing Craft Air Cushion), liksom ett stort helikopterdäck för transporthelikoprtar (CH-53E Super Stallion) eller tiltrotorflygplan 8V-22 Osprey), dock utan egen hangar.

## Fartyg
| Vapensköld | Namn (Beteckning)           | Varv                           | Påbörjad        | Sjösatt           | I tjänst         | Tagen ur tjänst | Hemmahamn              | Noter |
| ---------- | --------------------------- | ------------------------------ | --------------- | ----------------- | ---------------- | --------------- | ---------------------- | ----- |
|            | USS Whidbey Island (LSD-41) | Lockheed Shipbuilding, Seattle | 4 augusti 1981  | 10 juni 1983      | 9 februari 1985  | 22 juli 2022    | Little Creek, Virginia | [ 2 ] |
|            | USS Germantown (LSD-42)     | Lockheed Shipbuilding, Seattle | 5 augusti 1982  | 29 juni 1984      | 8 februari 1986  |                 | Sasebo, Japan          | [ 3 ] |
|            | USS Fort McHenry (LSD-43)   | Lockheed Shipbuilding, Seattle | 10 juni 1983    | 1 februari 1986   | 8 augusti 1987   | 27 mars 2021    | Naval Station Mayport  | [ 4 ] |
|            | USS Gunston Hall (LSD-44)   | Avondale Shipyard, New Orleans | 26 maj 1986     | 27 june 1987      | 22 april 1989    |                 | Little Creek, Virginia | [ 5 ] |
|            | USS Comstock (LSD-45)       | Avondale Shipyard, New Orleans | 27 oktober 1986 | 15 januari 1988   | 3 februari 1990  |                 | Naval Base San Diego   | [ 6 ] |
|            | USS Tortuga (LSD-46)        | Avondale Shipyard, New Orleans | 23 mars 1987    | 15 september 1988 | 17 november 1990 |                 | Little Creek, Virginia | [ 7 ] |
|            | USS Rushmore (LSD-47)       | Avondale Shipyard, New Orleans | 9 november 1987 | 6 maj 1989        | 1 juni 1991      |                 | Naval Base San Diego   | [ 8 ] |
|            | USS Ashland (LSD-48)        | Avondale Shipyard, New Orleans | 4 april 1988    | 11 november 1989  | 9 maj 1992       |                 | Sasebo, Japan          | [ 9 ] |

## Galleri

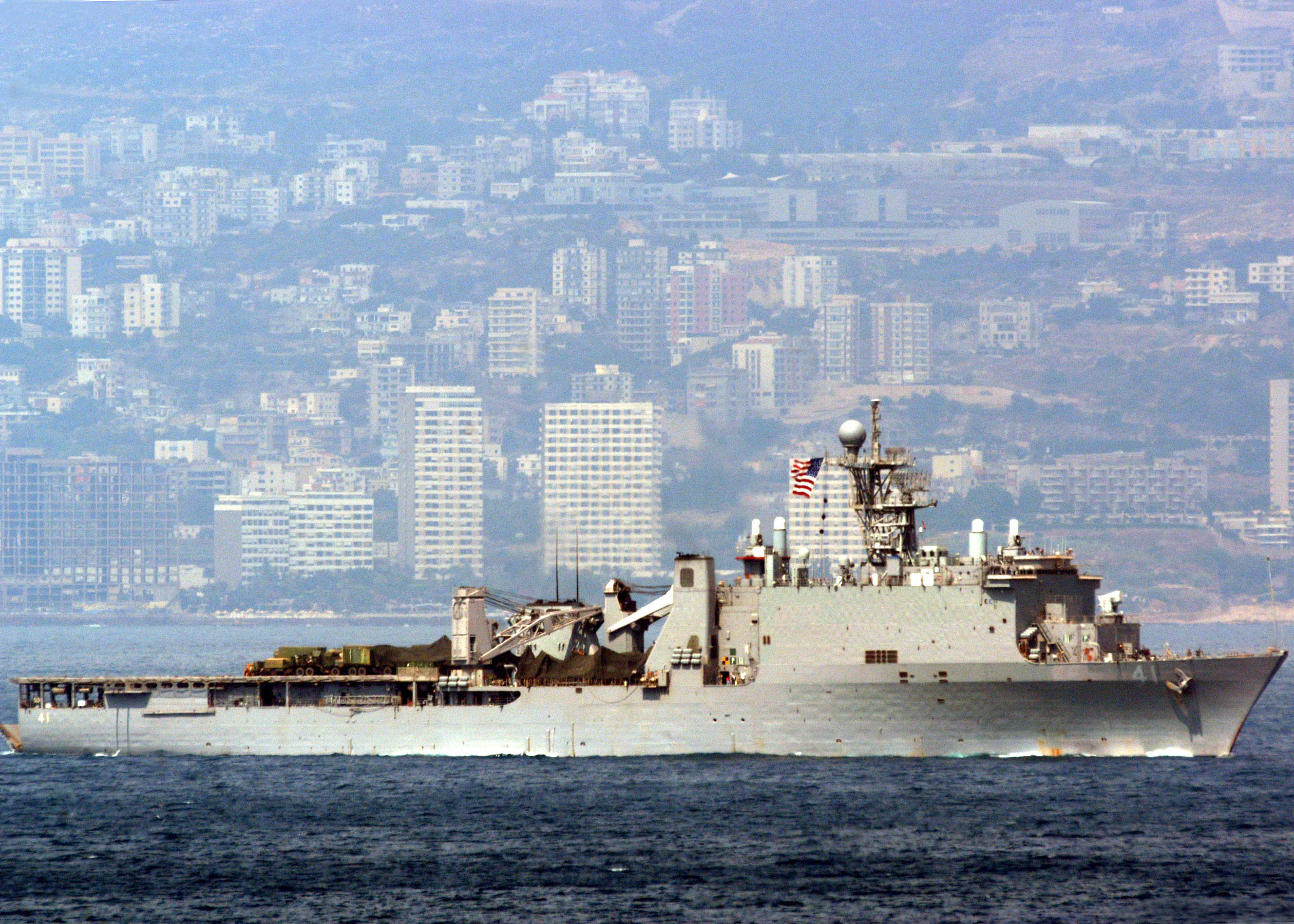
USS Whidbey Island utanför Beirut i Libanon, 22 juli 2006.
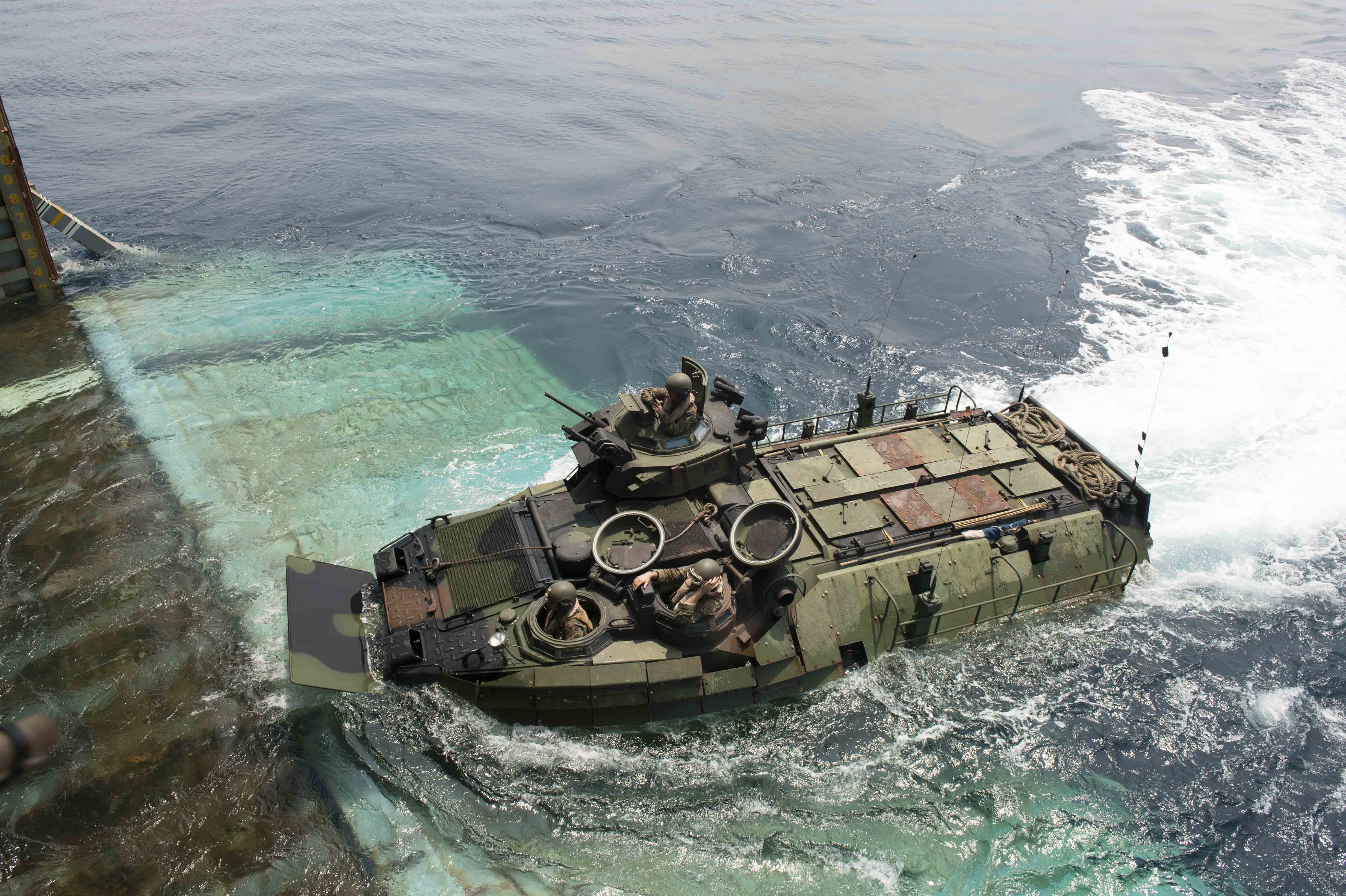
Amfibiefordon av typ Amphibious Combat Vehicle embarkerar ombord på USS Germantowns welldäck utanför Filippinerna, 5 oktober 2014.
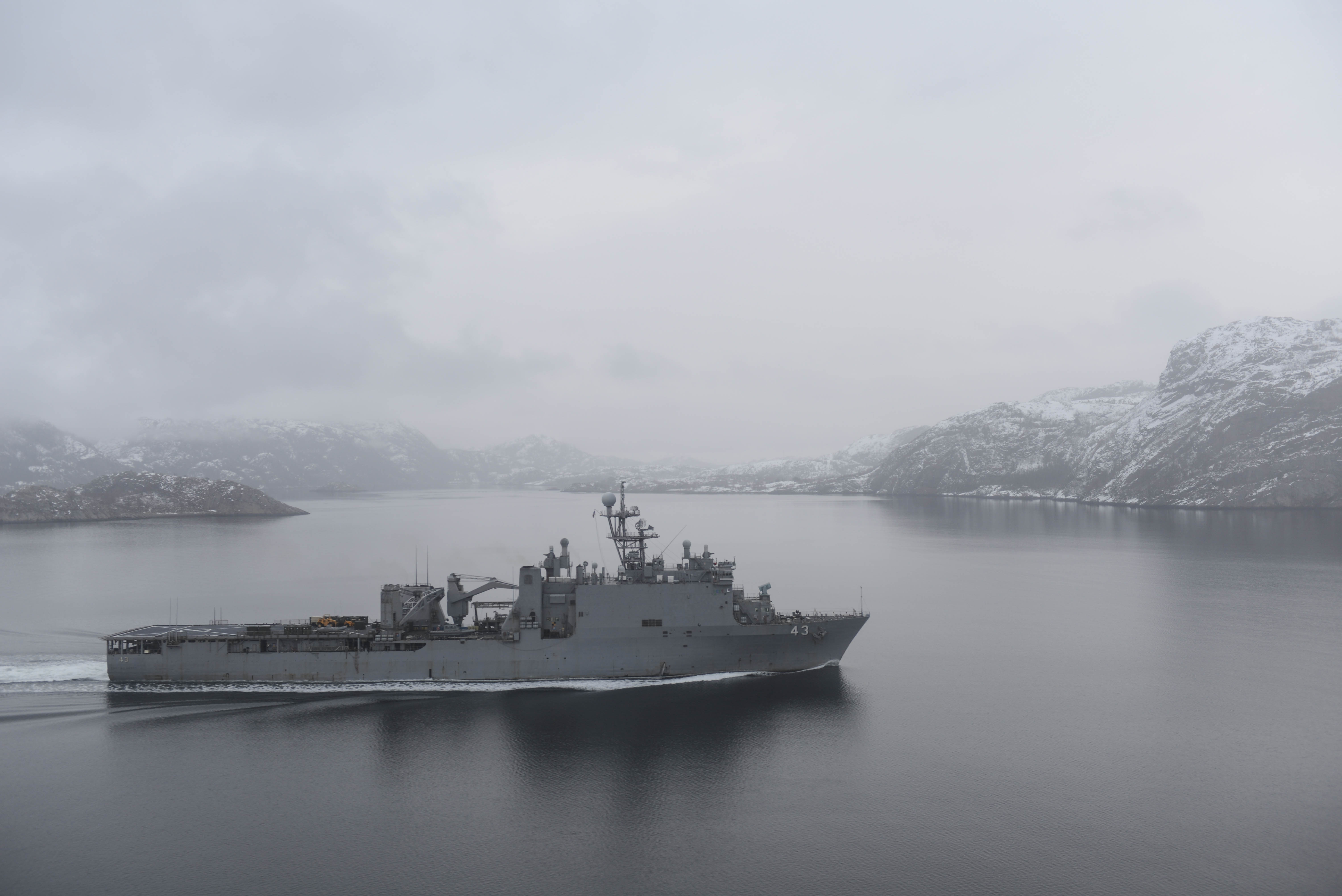
USS Fort McHenry under övningen Exercise Cold Response 2016 i fjorden utanför Namsos i Norge, 7 mars 2016.
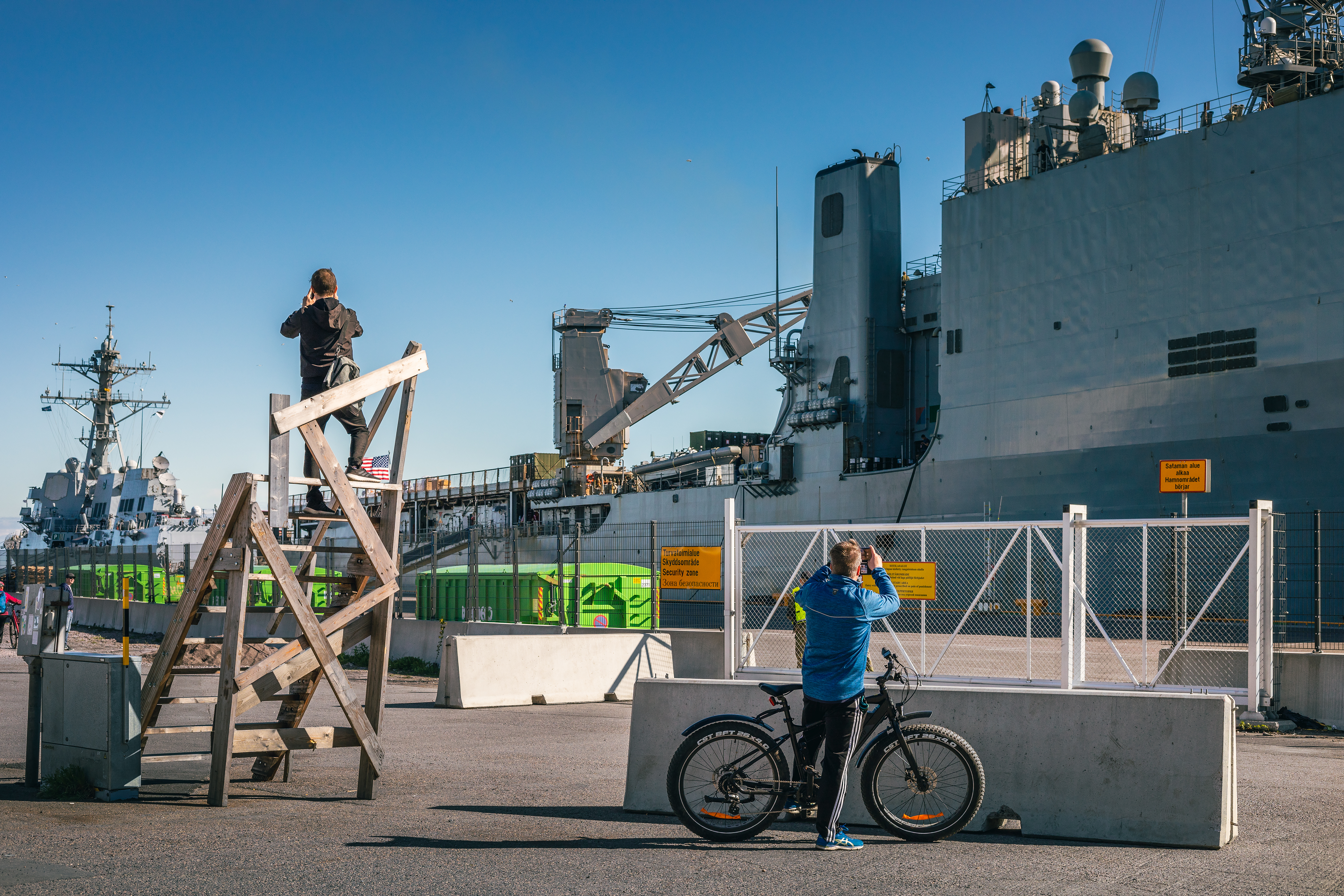
USS Gunston Hall på besök i Helsingfors, 29 maj 2022.
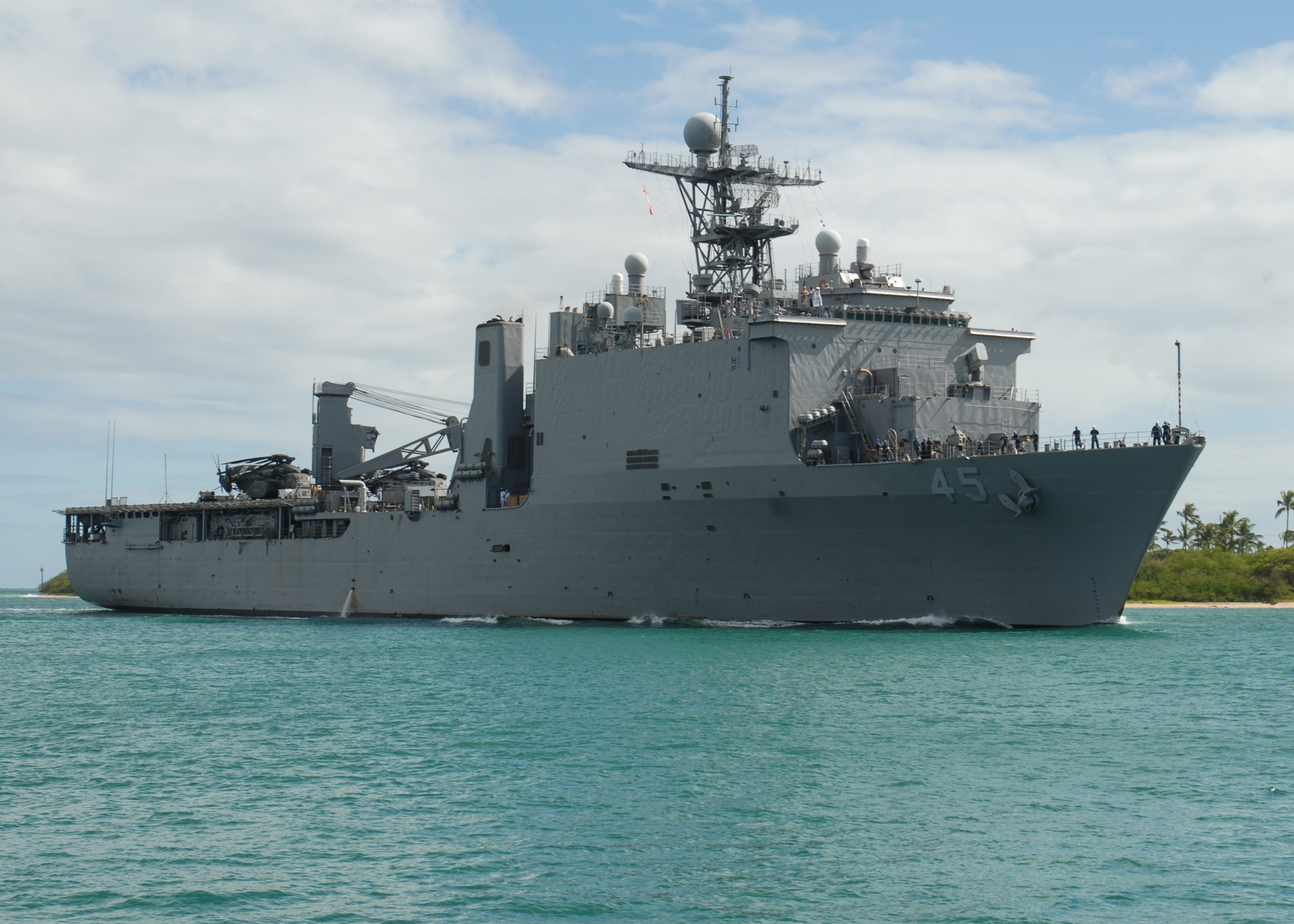
USS Comstock ankommer Joint Base Pearl Harbor-Hickam efter deltagande i övningen RIMPAC 2010, 29 juli 2010.
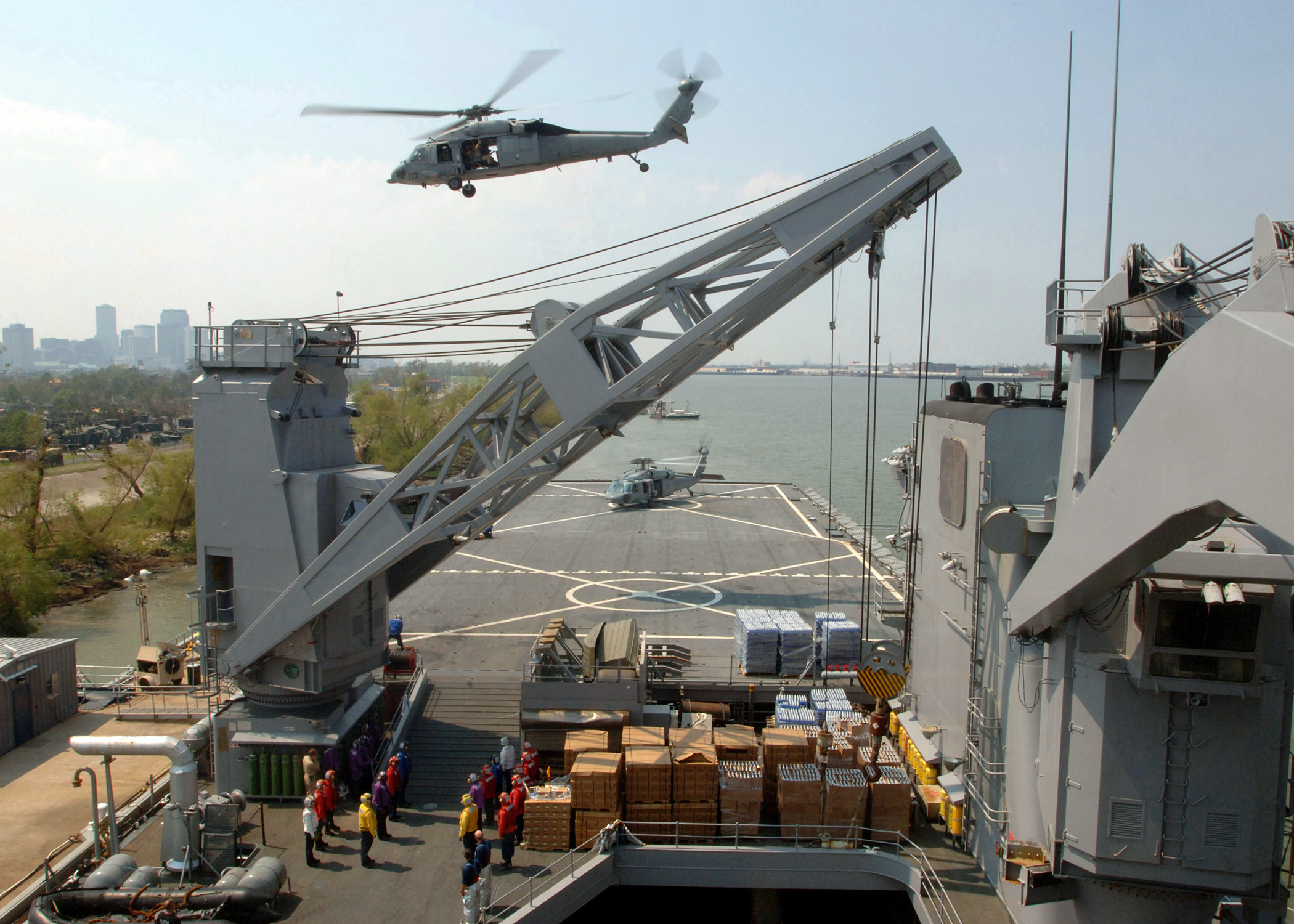
USS Tortuga utanför New Orleans efter orkanen Katrina, 10 september 2005.